# 荒木田氏
荒木田氏（あらきだうじ）は、社家・華族だった日本の氏族。伊勢神宮宮内宮禰宜を世襲した一族で、明治時代に嫡流の沢田家が華族の男爵家に列し、大正期に荒木田に復姓した。

## 概要
中臣氏の同族とも伝えられ、成務天皇のとき荒木田姓を下賜されたという。その後、荒木田氏は一門と二門の2流に分かれ、さらにいくつかの家（沢田家・薗田家・井面家・中川家・藤波家など）に分かれた。それらには内宮禰宜になることができる家（重代家・神宮家）と権禰宜になることができる家（地下権任家）があった。沢田家が嫡流だった。
明治時代の沢田家当主澤田泰綱は明治8年（1875年）以来4回にわたって華族編列を求める請願を行っているが、いずれも不許可に終わっていた。その養子で跡を継いだ澤田幸一郎も明治22年に華族編列の請願を行った。明治23年7月1日付けの宮内省審査書類『皇太神宮旧神官荒木田姓宗家家格御取立之件』によれば、沢田家は血統的にも沢田家は他の荒木田一族に対して優位であり、沢田家こそが荒木田姓の嫡流であること、家格も歴代中権禰宜となる者が多く、長官に任ぜられた者は少ないとはいえ、正員の禰宜に任じられるべき家格である「重代家」であり、財産面でも地価500円以上の土地と6000円以上の公債証書を所有することは所得税納税状況からも証明されているとし、叙爵を認めるべきであると結論している。同月17日に明治天皇の裁可を得て、8月27日付けで正式に沢田家に男爵位が授与された。沢田幸一郎は明治24年に幸一郎の名前を泰國に改めた。また大正7年に本来の氏である荒木田に苗字と改めた。
昭和前期に荒木田男爵家の住居は三重県宇治山田市宮後町にあった。